# Holoaden bradei
Holoaden bradei је водоземац из реда жаба и фамилије Strabomantidae.

## Угроженост
Ова врста је крајње угрожена и у великој опасности од изумирања.

## Распрострањење
Ареал врсте је ограничен на једну државу. 
Бразил је једино познато природно станиште врсте.

## Станиште
Станиште врсте је травна вегетација.